# Linus Ullmark
Linus Ullmark (Lugnvik, Suecia, 31 de julio de 1993) es un jugador profesional sueco de hockey sobre hielo que se desempeña en la posición de guardameta en Boston Bruins, equipo de la National Hockey League (NHL).

## Carrera
Fue seleccionado en la sexta ronda en la NHL Entry Draft de 2012. En 2015 hizo su debut profesional con el equipo Buffalo Sabres, en el cual jugó seis temporadas (2015-2021), después pasó a Boston Bruins, donde lleva jugando tres temporadas.